# العلاقات الأفغانية الإيرانية
العلاقات الأفغانية الإيرانية علاقات تاريخية قديمة لكن بدايتها المعاصرة في عام 1935م بين ملك أفغانستان ظاهر شاه و سلالة بهلوي في إيران. إلا أنها قد تأثرت سلبًا عام 1979م بعد الثورة الإيرانية وهناك الكثير من القضايا المعلقة من عام 1978 إلى الوقت الحاضر كقضية اللاجئين الأفغان وحرب طالبان، وكذلك إدعاء إيران ملكية مياه نهر هلمند وتزايد نفوذ الولايات المتحدة في أفغانستان، وإعدام الآلاف من السجناء الأفغان في إيران.
في يوليو 2019، أقرت الحكومة الإيرانية قانونًا يتيح للمواطنين الأفغان فرصة جديدة للحصول على إقامة في إيران. الأفغان ذوي الإنجازات العلمية والمهنية المحددة والذين لديهم أزواج وأطفال إيرانيون هم من بين الأشخاص المؤهلين للاستفادة من هذا القانون.

## العلاقات قديمًا
تتشارك أفغانستان في تاريخ طويل نسبيًا مع إيران (التي كانت تسمى بلاد فارس في الغرب قبل عام 1935) وكانت جزءًا من العديد من الإمبراطوريات الفارسية مثل السلالات السلالة الأخمينية والساسانية. عندما تأسست السلالة الصفوية في بلاد فارس، كان جزء من ما يُعرف الآن بأفغانستان تحكمه خانات بخارى وجزء آخر بيد ظهير الدين بابر من كابولستان. أول صفوي إيراني إسماعيل الصفوي وسّع إمبراطوريته بسرعة في جميع الاتجاهات، حيث غزا أيضًا أجزاء كبيرة من أفغانستان في أيامنا هذه. لعدة قرون حكموا المناطق  لكن سياستهم تجاه غير الشيعة أصبحت أسوأ وأسوأ مع مرور الوقت. بدأت الحروب بين الصفويين الشيعة والسنة تكبر لا سيما في منطقة قندهار القديمة. بحلول أواخر القرن السابع عشر، كان الصفويون يتناقصون بشدة. لقد عينوا جورجين خان حاكماً لقندهار من أجل تحويل الأفغان بالقوة من الإسلام السني إلى الإسلام الشيعي. ذهب هذا مع الكثير من القهر والعنف.
بقي على هذا النحو حتى ظهور مير ويس الهوتكي وهو زعيم الغيلزاي البشتون السني . نجح ميرويس في هزيمة الصفويين المتناقصين في سلسلة من المعارك وأعلن أن جنوب أفغانستان دولة مستقلة تمامًا. احتل ابنه محمود بلاد فارس لفترة قصيرة في عام 1722.
على الرغم من حدث الماضي، هناك روابط ثقافية بين البلدين تمتد لآلاف السنين. ونتيجة لذلك، فإن اللهجة الشرقية للفارسية، تعد الداري إحدى اللغات الرسمية لأفغانستان. يحتفل الكثيرون في أفغانستان بعيد النوروز، وهو احتفال ربيعي إيراني قبل الإسلام تم الاحتفال به في العديد من البلدان والمناطق في العالم، والممثل الرئيسي له هو بلخ (مقاطعة في شمال أفغانستان).

### فترة حكم الصفويين إيران
عندما حكم الصفويون بلاد فارس كانت بلاد الأفغان منقسمة لقسمين :-
1- قسم يُدار من خانات بخارى.
2-و آخر يسمى كابلستان يُدار من ظهير الدين بابر.

## العلاقات الدبلوماسية المعاصرة
قبل 1979
وقعت أفغانستان معاهدة صداقة مع إيران في عام 1921، عندما حكم البلاد الملك أمان الله خان، وكانت إيران تحت حكم أسرة القاجار. في سبتمبر 1961 تم قطع العلاقات بين البلدين واستؤنفت في مايو 1963. قبل عام 1979، وهو العام الذي خضع فيه كل من إيران للثورة الإيرانية وأفغانستان من قبل الاتحاد السوفياتي، كانت قضية حقوق المياه في نهر نهر هلمند قضية ذات أهمية كبيرة بين البلدين. لوحظت النزاعات حول مياه هلمند في سبعينيات القرن التاسع عشر، اشتعلت فيها النيران مرة أخرى بعد أن غير النهر مجرى النهر في عام 1896. في عام 1939، وقع ملوك البلدين اتفاقًا لمشاركة حقوق المياه، والذي تم توقيعه ولكن لم يتم التصديق عليه ؛ تكرر هذا في عام 1973 مع معاهدة بين رئيسي وزراء البلدين، ولم يتم التصديق عليها مرة أخرى.

### بعد 1979
في ديسمبر 1979، أرسل الاتحاد السوفيتي حوالي 100000 جندي إلى جمهورية أفغانستان الديمقراطية لمساعدة حكومة ضد تمرد المجاهدين على مستوى البلاد. يتكون المجاهدون من مجموعات مختلفة تم تدريبها من قبل باكستان والغرب. في أعقاب الثورة الإيرانية والغزو السوفيتي لأفغانستان، أغلقت القنصلية الإيرانية في أفغانستان، كما فعلت القنصلية الأفغانية في إيران. العلاقات بين أفغانستان وإيران تدهورت بسرعة أكبر. في عام 1985، حثت إيران الجماعات الشيعية الأفغانية على توحيد ومعارضة حكومة أفغانستان. دعمت إيران المتمردين المجاهدين وقدمت أنواع مختلفة من المساعدات لهؤلاء الذين تعهدوا بالولاء للثورة الإيرانية. في غضون ذلك، سُمح لأكثر من مليون لاجئ أفغاني بالدخول إلى إيران.
في أعقاب ظهور حكومة طالبان ومعاملتها القاسية للأقليات في أفغانستان، كثفت إيران من المساعدة للتحالف الشمالي. تدهورت العلاقات مع طالبان في عام 1998 بعد أن استولت قوات طالبان على القنصلية الإيرانية في مدينة مزار الشريف شمال أفغانستان وأعدمت دبلوماسيين إيرانيين.
منذ أواخر عام 2001، انخرطت الحكومة الأفغانية الجديدة بقيادة حامد كرزاي في علاقات ودية مع كل من إيران والولايات المتحدة، حتى مع توتر العلاقات بين الولايات المتحدة وإيران بسبب الاعتراضات الأمريكية على البرنامج النووي الإيراني. كانت إيران عاملاً مهمًا في الإطاحة بنظام طالبان، ومنذ ذلك الحين ساعدت في إنعاش الاقتصاد والبنية التحتية لأفغانستان.أعادت فتح السفارة الإيرانية في كابول والقنصليات المرتبطة بها في مدن أفغانية أخرى. في غضون ذلك، انضمت إيران إلى إعادة إعمار أفغانستان. وتهدف معظم مساهماتها إلى تطوير المجتمعات الشيعية الأفغانية، ولا سيما الهزارة العرقية وقيزلباش.  كما أن لإيران تأثير على الأحزاب السياسية التي يمثلها الطاجيك العرقيون، والتي تضم ائتلاف عبد الله عبد الله من أجل التغيير والأمل وغيرهم. على العكس من ذلك، يدعي العديد من السياسيين والخبراء الأفغان أن كلا من إيران وباكستان تعملان على إضعاف أفغانستان.
إلى جانب المشرعين الأفغان، يعتقد القادة في الولايات المتحدة والعديد من مسؤولي الناتو أيضًا أن إيران تتدخل في أفغانستان من خلال لعب لعبة مزدوجة. عادة ما تنفي إيران هذه الاتهامات.  لعدة سنوات، يتهم العديد من كبار المسؤولين في القوة الدولية للمساعدة الأمنية وغيرهم إيران بتزويد مقاتلي طالبان وتدريبهم.
الحكومة الإيرانية تعارض بشدة الوجود العسكري الأمريكي في أفغانستان. غالباً ما ينتقد المسؤولون الإيرانيون على وجه التحديد الجيش الأمريكي في أفغانستان يقول علي لاريجاني :
«سيحقق الأمريكيون نفس النجاح في أفغانستان مثلما حدث في فيتنام. منذ سنوات ارتكب الاتحاد السوفيتي نفس الخطأ تمامًا. لقد قُتل الكثير من الناس وانسحب أخيرًا. التاريخ يعيد نفسه. نحن نعرف أفغانستان. نعرف أن أفغانستان لن تخضع أبدًا للجيوش الأجنبية. » 

### فتوى خامنئي بخصوص الأفغان المقيمين في إيران

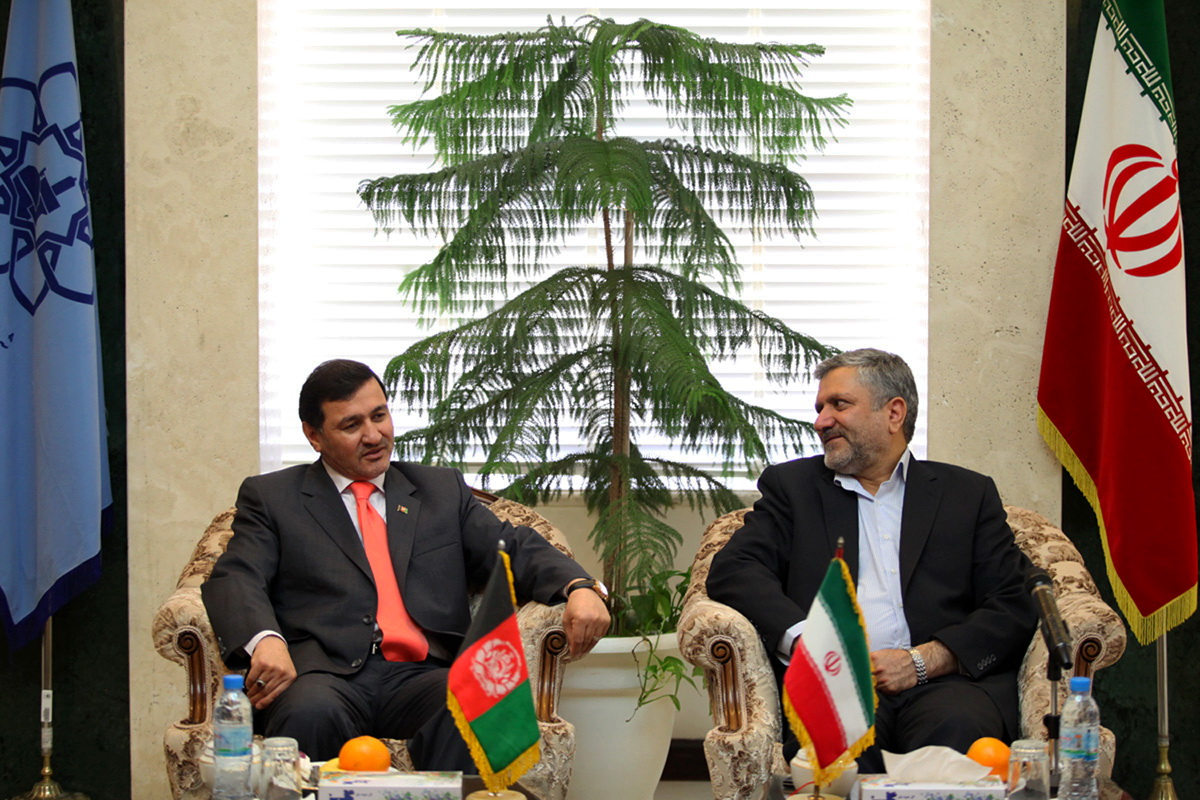
القنصل الأفغاني في اجتماع مع رئيس بلدية مشهد

في مايو / أيار 2008 م شدد خامنئي على ضرورة تعليم جميع الأطفال الأفغان ، سواء أولئك الموجودين بشكل قانوني في إيران أو أولئك الذين ليس لديهم وثائق قانونية في إيران. قوبلت هذه الخطوة بشكر الرئيس الأفغاني أشرف غني وممثل اليونيسف عزيزيجاني في طهران ، إلا أن كثيرا من الأفغان يرون أنه خطاب فقط بينما الواقع عكس ذلك.

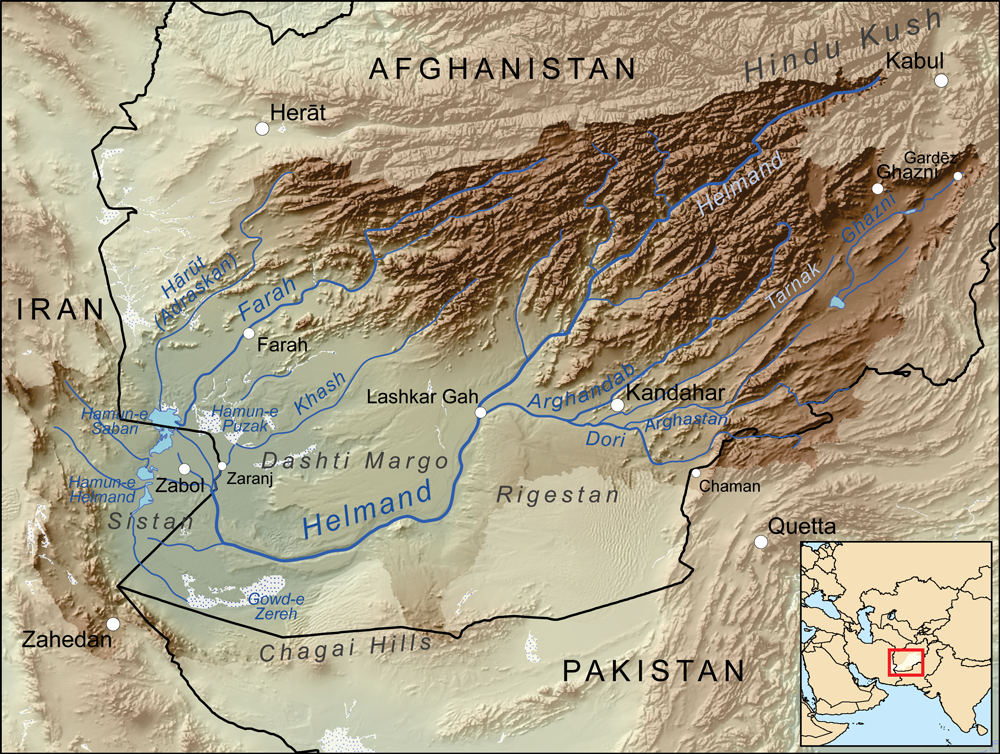
خريطة تبين نهر هلمند وتجمعاته المائية.

### التجارة المتبادلة
زادت التجارة بين البلدين بشكل كبير منذ الإطاحة بحكومة طالبان في أواخر عام 2001. وتخطط إيران وأفغانستان لبناء خط سكة حديد جديد يربط مشهد بهرات. في عام 2009، كانت إيران واحدة من أكبر المستثمرين في أفغانستان، والتي تعمل بشكل أساسي في بناء الطرق والجسور وكذلك الزراعة والرعاية الصحية.
وفقًا لرئيس غرفة تجارة وصناعة أفغانستان ، بلغت صادرات إيران إلى أفغانستان في عام 2008م حوالي 800 مليون دولار. نقلت وكالة أنباء الجمهورية الإسلامية الإيرانية عن محمد قربان حقجو قوله إن إيران استوردت منتجات بقيمة 4 ملايين دولار مثل الفواكه الطازجة والمجففة والمعادن والأحجار الكريمة والتوابل والمكسرات والسجاد والمشغولات اليدوية من أفغانستان. وللعلم فإن أفغانستان تستورد 90 في المائة من احتياجاتها بشكل عام ، باستثناء المنتجات الزراعية.

### المخدرات
أفغانستان منتج رئيسي للأفيون. تنتج أفغانستان 90٪ من الهيروين في العالم. يتم تهريب بعض هذه المخدرات إلى إيران ومنها إلى الدول الأوروبية.

## انظر أيضًا

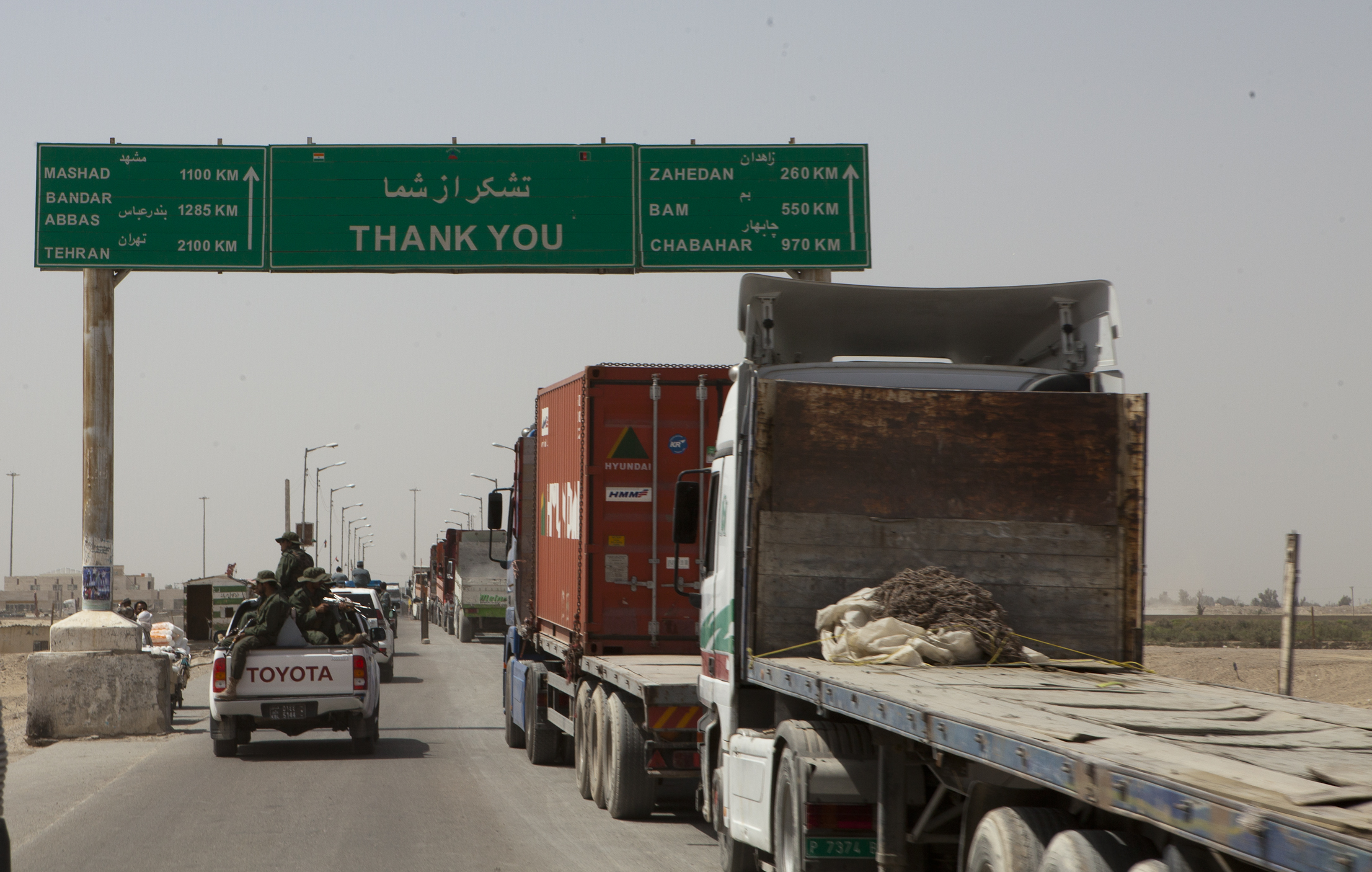
طريق دلارام–زارانج السريع أحدأهم الطرق السريعة بين إيران و أفغانستان.